# Algeciras Club de Fútbol
L'Algeciras Club de Fútbol, meglio noto come Algeciras, è una società calcistica spagnola con sede nella città di Algeciras. Milita nella Primera División RFEF, la terza divisione del campionato spagnolo.

## Storia
Il calcio iniziò ad interessare ad Algeciras alla fine del XIX secolo dalla colonia britannica di Gibilterra . Nei loro primi anni le squadre della città giocavano in diversi campi di sabbia intorno alla città; uno di questi campi provvisori era situato vicino al quartiere fieristico della città El Calvario. Questo campo è stato il primo in cui l'Algeciras CF ha giocato le sue partite. Il club è stato fondato ufficialmente nel 1909.
Quando fu fondato il club non aveva una maglietta ufficiale, quindi giocavano con gli abiti dei giocatori. Ma quando iniziarono a suonare molto spesso, decisero che era il momento di utilizzare attrezzature nuove ed esclusive. In quel momento era molto difficile procurarsi l'attrezzatura sportiva, quindi alcune persone che lavoravano per il club andarono a Gibilterra in cerca di magliette. Hanno scelto una maglietta bianca e rossa che apparteneva a una squadra inglese chiamata Southampton Football Club. In quel momento la squadra giocava in diversi campi in sabbia vicino alla città. El Polvorín o El Calvario erano alcuni di loro,
Nel 1956, il club si fuse con l'UD España per formare l'España de Algeciras CF prima di tornare all'Algeciras CF l'anno successivo. Successivamente, il club ha giocato per molti anni tra Terza Divisione e Seconda B, compresi alcuni declini nelle categorie regionali, con tre promozioni in Seconda Divisione nel 1978, 1983 e 2003.

## Palmarès

### Competizioni nazionali
- Segunda División B: 1

2002-2003
- Tercera División: 7

1955-1956, 1961-1962, 1987-1988, 1999-2000, 2006-2007, 2012-2013, 2014-2015